# 奧努爾航空
奧努爾航空（Onur Air），或譯歐努爾航空，是土耳其的低成本航空公司，總部設在該國第一大城市伊斯坦堡，成立於1992年。

## 航點
| 旗幟 | 城市     | 國家   | 機場名稱     | 備註 |
|      | 伊斯坦堡 | 土耳其 | 伊斯坦堡機場 |      |
|      | 安塔利亞 | 土耳其 | 安塔利亞機場 |      |

## 外部連結
- 官方網站 （页面存档备份，存于）（土耳其文）（英文）